# Ferroplasmaceae
En taxonomía, los Ferroplasmaceae son una familia dentro de Thermoplasmatales. Las especies dentro de Ferroplasmaceae son arqueas anaerobios facultativos que no tienen paredes celulares. Pueden crecer a niveles de pH cercano a 0. Tienden a vivir en ambientes ácidos que tienen un alto contenido en hierro y azufre. Incluye los géneros Ferroplasma y Acidiplasma.

## Otras lecturas

### Artículos en revistas científicas
- Golyshina OV, Pivovarova TA, Karavaiko GI, Kondrateva TF, Moore ER, Abraham WR, Lunsdorf H, Timmis KN, Yakimov MM, Golyshin PN (2000). «Ferroplasma acidiphilum gen. nov., sp. nov., an acidophilic, autotrophic, ferrous-iron-oxidizing, cell-wall-lacking, mesophilic member of the Ferroplasmaceae fam. nov., comprising a distinct lineage of the Archaea». Int. J. Syst. Evol. Microbiol. 50: 997-1006. PMID 10843038. doi:10.1099/00207713-50-3-997.
- Golyshina, Olga (2011). «Environmental, Biogeographic, and Biochemical Patterns of Archaea of the Family Ferroplasmaceae». Applied and Environmental Microbiology 77 (15): 5071-5078. PMID 21685165. doi:10.1128/AEM.00726-11.

### Libros científicos
- Reysenbach, A-L (2001). «Order I. Thermoplasmatales ord. nov.».  En DR Boone; RW Castenholz, eds. Bergey's Manual of Systematic Bacteriology Volume 1: The Archaea and the deeply branching and phototrophic Bacteria (2nd edición). Nueva York: Springer Verlag. pp. 169. ISBN 978-0-387-98771-2.

### Bases de datos científicos
- PubMed
- PubMed Central
- Google Scholar